# Nekrolog 1835
Nekrolog
◄◄
| ◄
| 1831
| 1832
| 1833
| 1834
| 1835 | 1836 | 1837 | 1838 | 1839 | ► | ►►
Weitere Ereignisse | Allgemeiner Nekrolog 1835
Die Beschreibung der verstorbenen Person sollte so kurz wie möglich gehalten sein und nur deren signifikante Tätigkeit(en) enthalten.
Neue Namen ggf. auch unter dem Geburts- und Sterbedatum, also etwa unter 1. Januar und im Geburts- und Sterbejahr (2024) eintragen (nur bei entsprechender großer Wichtigkeit). Für Beispiele siehe die schon vorhandenen Artikel.
Außerdem über die fünf zuletzt Verstorbenen, zu denen es einen ausreichend guten Artikel für eine Präsentation auf der Hauptseite gibt, nach der todesbedingten Überarbeitung der Artikel ggf. auch unter Wikipedia Diskussion:Hauptseite informieren und sie am besten auch in den anderen Wikipedia-Sprachversionen eintragen. Tipp: Regelmäßig bei news.google.de nach „ist tot“, „gestorben“ oder „verstorben“ suchen.
Wenn eine Person gestorben ist, gibt es viele Seiten zu dieser Person in der Wikipedia, die davon auch betroffen sind und entsprechend aktualisiert werden müssen. Beispiele: Namenübersichtsseite, Geburtsjahr, Geburtsort-Seiten und viele mehr.
Wie finde ich die betroffenen Seiten?
Im Suchfeld auf der linken Seite gibt man den Suchbegriff so ein: „Vorname Nachname“. Dann klickt man auf Volltext und alle Seiten mit entsprechendem Suchtext werden aufgerufen. Hier sieht man dann schnell, wo auch das Todesjahr Sinn macht oder sogar ein Teil des Artikels angepasst werden muss. Auch hilft das „Werkzeug“ auf der linken Seite sehr gut, um solche Seiten aufzufinden: „Links auf diese Seite“. Somit ist die Wikipedia wieder aktuell in allen Bereichen! Hinweis: bei Eintragung der Kategorie „Gestorben JAHR“ wird der Missbrauchsfilter 49 ausgelöst, was jedoch nicht schlimm ist. Siehe: Spezial:Missbrauchsfilter/49
Dies ist eine Liste von im Jahr 1835 verstorbenen bekannten Persönlichkeiten. Die Einträge erfolgen innerhalb der einzelnen Daten alphabetisch sortiert. Tiere sind im Nekrolog für Tiere zu finden.

## Januar
| Tag        | Name                            | Beruf, bekannt als                                                             | Alter | Beleg |
| ---------- | ------------------------------- | ------------------------------------------------------------------------------ | ----- | ----- |
| 1. Januar  | Emil Ludwig Philipp Schröder    | deutscher evangelischer Geistlicher und Jugendschriftsteller                   | 70    |       |
| 1. Januar  | Antal Amadé de Várkonyi         | ungarischer Graf, Präfekt von Zagreb und Theatergründer                        | 74    |       |
| 2. Januar  | August Friedrich Ernst Langbein | deutscher Dichter und Romanschriftsteller                                      | 77    |       |
| 3. Januar  | Luise Egloff                    | Schweizer Dichterin                                                            | 30    |       |
| 3. Januar  | Johann Melchior Kubli           | Schweizer Politiker                                                            | 84    |       |
| 3. Januar  | Niklaus Bernhard Morell         | Schweizer Politiker und Offizier                                               | 80    |       |
| 3. Januar  | Reginald Pole-Carew             | britischer Politiker                                                           | 81    |       |
| 3. Januar  | Willem Frederik Röell           | niederländischer Politiker                                                     | 67    |       |
| 8. Januar  | Domenico Genovesi               | italienischer Kurienerzbischof                                                 | 69    |       |
| 9. Januar  | Johann Wilhelm Reche            | deutscher lutherischer Geistlicher, Schriftssteller und Kirchenlieddichter     | 70    |       |
| 10. Januar | Gustav Heinrich Naecke          | deutscher Maler                                                                | 49    |       |
| 11. Januar | Juan Ruiz de Apodaca            | Vizekönig von Neuspanien                                                       | 80    |       |
| 12. Januar | Christian Wurm                  | „Polizeikommissär“ der Stadt Nürnberg (1806–1818)                              | 63    |       |
| 13. Januar | Karl Gottfried Erdmann          | deutscher Mediziner und Botaniker                                              | 60    |       |
| 13. Januar | Carl Wilhelm Kolbe der Ältere   | deutscher Maler, Grafiker und Schriftsteller                                   |       |       |
| 15. Januar | Thérésia Cabarrus               | Kurtisane des spätrevolutionären Frankreichs                                   | 61    |       |
| 17. Januar | Friedrich von Lingelsheim       | preußischer Generalmajor und Chef der Berliner Kadettenanstalt                 | 79    |       |
| 18. Januar | William McManus                 | US-amerikanischer Jurist und Politiker                                         |       |       |
| 19. Januar | Johann Lukas Boër               | deutscher Arzt und Geburtshelfer                                               | 83    |       |
| 20. Januar | Robert Sweet                    | englischer Botaniker                                                           |       |       |
| 21. Januar | Karl Gottlieb Horstig           | deutscher Pastor und Begründer des zweitältesten deutschen Stenographiesystems | 71    |       |
| 21. Januar | Wilhelm Uhden                   | preußischer Beamter und Diplomat                                               | 71    |       |
| 22. Januar | Marie-Alexandre Guénin          | französischer Komponist und Violinist                                          | 90    |       |
| 22. Januar | Johann Gotthilf Seliger         | deutscher Theologe, Archidiakon und Verfasser pietistischer Schriften          | 65    |       |
| 23. Januar | Thomas Whipple                  | US-amerikanischer Politiker                                                    |       |       |
| 24. Januar | Armand-Jean-François Seguin     | französischer Chemiker                                                         | 67    |       |
| 25. Januar | Franz Krammer                   | österreichischer Maler und Lithograf                                           | 36    |       |
| 26. Januar | Anton Jacob Paulssen            | deutscher Klassischer Philologe                                                | ~43   |       |
| 29. Januar | Warren R. Davis                 | US-amerikanischer Politiker                                                    | 41    |       |
| 31. Januar | Franz Christian Brunatti        | deutscher Gynäkologe                                                           | 66    |       |
| 31. Januar | Johann Friedrich Oesterreicher  | Bischof von Eichstätt, Weihbischof in Bamberg, Titularbischof von Doryla       | 63    |       |
| 31. Januar | Georg Jakob Wagenseil           | deutscher Theatermitbegründer                                                  | 61    |       |

## Februar
| Tag         | Name                                                           | Beruf, bekannt als                                                         | Alter | Beleg |
| ----------- | -------------------------------------------------------------- | -------------------------------------------------------------------------- | ----- | ----- |
| 2. Februar  | Friedrich Wilhelm Norbert Engelhard                            | deutscher Femerichter                                                      | 80    |       |
| 4. Februar  | François-Emmanuel Fodéré                                       | französischer Arzt und Gerichtsmediziner                                   | 71    |       |
| 4. Februar  | Wade Hampton I.                                                | US-amerikanischer General, Politiker und Pflanzer                          |       |       |
| 5. Februar  | George Ernest Papendiek                                        | deutsch-englischer Konsul, Zeichner und Maler                              | 46    |       |
| 6. Februar  | Cayetano Valdés                                                | spanischer Marineoffizier und Regent                                       | 67    |       |
| 7. Februar  | Gustav von Both                                                | preußischer Offizier, zuletzt Generalleutnant                              | 63    |       |
| 7. Februar  | Diderich Hegermann                                             | Offizier in der norwegischen Armee, Kriegsminister                         | 71    |       |
| 7. Februar  | Friedrich Christian Reinermann                                 | deutscher Landschaftsmaler                                                 | 70    |       |
| 8. Februar  | Daniel Eberhard Beyschlag                                      | deutscher Pädagoge und Bibliothekar                                        | 75    |       |
| 8. Februar  | Catherine Josephine Duchesnois                                 | französische Schauspielerin                                                | 57    |       |
| 8. Februar  | Guillaume Dupuytren                                            | französischer Mediziner                                                    | 57    |       |
| 8. Februar  | Philipp Casimir Heintz                                         | deutscher evangelischer Geistlicher und Historiker                         | 63    |       |
| 9. Februar  | Friedrich Clemens von Elverfeldt genannt Beverförde zu Werries | westfälischer Adeliger                                                     | 68    |       |
| 9. Februar  | Johannes Zusch                                                 | deutscher Beamter und Mitglied der kurhessischen Ständeversammlung         | 34    |       |
| 10. Februar | Johann Friedrich Schink                                        | deutscher Librettist, Theaterdichter, Dramaturg, Kritiker und Bibliothekar | 79    |       |
| 12. Februar | Friedrich Wilhelm Ehrenfried Rost                              | Rektor der Thomasschule                                                    | 66    |       |
| 15. Februar | Manuel Arzú                                                    | Staatschef von Nicaragua                                                   |       |       |
| 15. Februar | Nathan Dane                                                    | US-amerikanischer Politiker                                                | 82    |       |
| 15. Februar | Henry Hunt                                                     | britischer radikaler Redner                                                | 61    |       |
| 16. Februar | Juan Facundo Quiroga                                           | argentinischer Caudillo                                                    |       |       |
| 17. Februar | Friedrich Wilhelm Hermann Hunnius                              | deutscher Theaterschauspieler, Sänger, Theaterleiter und Theaterregisseur  |       |       |
| 20. Februar | Löb Carlburg                                                   | deutscher Rabbiner in Bonn und Krefeld                                     |       |       |
| 21. Februar | Philip J. Schuyler                                             | US-amerikanischer Politiker                                                | 67    |       |
| 21. Februar | Staikos Staikopoulos                                           | griechischer Freiheitskämpfer                                              |       |       |
| 22. Februar | Liborius Stengel                                               | deutscher Theologe                                                         | 33    |       |
| 24. Februar | Franz Xaver von Neupauer                                       | österreichischer Rechtswissenschaftler                                     | 81    |       |
| 24. Februar | Martin Garlieb Sillem                                          | deutscher Kaufmann und Hamburger Bürgermeister (1829–1835)                 | 65    |       |
| 25. Februar | Paul Gotthelf Kummer                                           | deutscher Buchhändler und Verleger                                         | 84    |       |
| 28. Februar | John Boyle                                                     | US-amerikanischer Jurist und Politiker                                     | 60    |       |
| 28. Februar | William Nelson, 1. Earl Nelson                                 | älterer Bruder von Admiral Horatio Nelson                                  | 77    |       |

## März
| Tag      | Name                                  | Beruf, bekannt als                                                                                    | Alter | Beleg |
| -------- | ------------------------------------- | --- | ----- | ----- |
| 1. März  | Joseph Leopold Faistenberger          | österreichischer Musiker und Komponist                                                                | 71    |       |
| 1. März  | Johann Gottfried Quistorp             | deutscher Architekt, Maler und Hochschullehrer                                                        | 79    |       |
| 2. März  | Franz II.                             | König von Ungarn sowie letzter Kaiser des Heiligen Römischen Reiches und erster Kaiser von Österreich | 67    |       |
| 2. März  | Wilhelm Georg Krüger                  | deutscher Pastor, Pädagoge und Literat                                                                | 61    |       |
| 3. März  | Thomas Hardwicke                      | britischer General und Zoologe                                                                        |       |       |
| 7. März  | John Fontenay                         | Schiffsmakler, Reeder und Kaufmann                                                                    |       |       |
| 7. März  | Johann Friedrich Lobstein             | deutscher Pathologe und Anatom                                                                        | 57    |       |
| 7. März  | Benjamin Tallmadge                    | US-amerikanischer Politiker                                                                           | 81    |       |
| 8. März  | Ludwig von Rößler                     | nassauischer Verwaltungsbeamter                                                                       | 49    |       |
| 12. März | Johann Gottlob Bernstein              | deutscher Arzt                                                                                        | 87    |       |
| 12. März | Ludwig August Mellin                  | deutschbaltischer Adliger und liberaler Politiker                                                     | 81    |       |
| 13. März | Aline Bertrand                        | französische Harfenistin, Komponistin und Instrumentalpädagogin                                       | ≈37   |       |
| 15. März | Samuel Dinsmoor                       | US-amerikanischer Politiker                                                                           | 68    |       |
| 17. März | Adam Friedrich Koch                   | deutscher Schriftsteller, Burgenforscher und Dorfschullehrer                                          | 71    |       |
| 19. März | Franz Haß                             | deutscher Regierungsbeamter                                                                           |       |       |
| 20. März | Jean Marie Joseph Coutelle            | französischer Wissenschaftler und Kapitän                                                             | 87    |       |
| 20. März | Aaron Halle-Wolfssohn                 | deutscher Autor, Pädagoge und Vertreter der jüdischen Aufklärung                                      |       |       |
| 20. März | Louis Léopold Robert                  | Schweizer Maler                                                                                       | 40    |       |
| 23. März | Friedrich Christian Gregor Wernekinck | deutscher Mediziner und Naturwissenschaftler                                                          |       |       |
| 25. März | Friederike Brun                       | dänische Schriftstellerin deutscher Sprache                                                           | 69    |       |
| 26. März | Karl Heinrich von Lang                | deutscher Historiker und Publizist                                                                    | 70    |       |
| 26. März | Jean-Jacques Magendie                 | Offizier in der französischen Marine                                                                  | 68    |       |
| 27. März | Peter Karl Weber                      | Bürgermeister von Elberfeld                                                                           | 66    |       |
| 28. März | Auguste de Beauharnais                | 2. Herzog von Leuchtenberg, sowie Herzog von Santa Cruz und Prinzgemahl von Portugal                  | 24    |       |
| 28. März | Christian Günther von Bernstorff      | dänischer und preußischer Staatsmann                                                                  | 65    |       |
| 28. März | Ernst Konstantin von Schubert         | Jurist und Beamter in Schweden, Schwedisch-Pommern und Preußen                                        | 77    |       |
| 28. März | Karl Unger                            | deutscher Chirurg und Hochschullehrer                                                                 |       |       |
| 29. März | Peter Joseph Glutz-Rüchti             | Schweizer Politiker                                                                                   | 80    |       |
| 30. März | Friedrich von Geyso                   | kurhessischer Offizier und Abgeordneter                                                               | 41    |       |

## April
| Tag       | Name                              | Beruf, bekannt als                                                                    | Alter | Beleg |
| --------- | --------------------------------- | ------------------------------------------------------------------------------------- | ----- | ----- |
| 1. April  | Sachar Dmitrijewitsch Olsufjew    | russischer General                                                                    | 62    |       |
| 1. April  | Bartolomeo Pinelli                | italienischer Kupferstecher                                                           | 53    |       |
| 2. April  | Anton Viktor von Österreich       | Erzherzog und Großmeister des deutschen Ordens                                        | 55    |       |
| 2. April  | François-Joseph Naderman          | französischer Harfenist                                                               | 53    |       |
| 4. April  | Friedrich August von Klinkowström | deutscher Pädagoge, Maler, Schriftsteller und preußischer Offizier                    | 56    |       |
| 4. April  | James Stevens                     | US-amerikanischer Politiker                                                           | 66    |       |
| 6. April  | Matthias Andreas Bauck            | deutscher Musikpädagoge und Kirchenmusiker                                            | 69    |       |
| 6. April  | Johann Joachim Bolten             | deutscher Jurist, Domherr und Rittergutsbesitzer                                      | 82    |       |
| 6. April  | Johann Georg Hagenauer            | deutsch-österreichischer Architekt                                                    | 87    |       |
| 7. April  | James Brown                       | US-amerikanischer Politiker                                                           | 68    |       |
| 8. April  | Wilhelm von Humboldt              | deutscher Gelehrter, Staatsmann und Begründer der Universität Berlin                  | 67    |       |
| 10. April | Luigi Bossi                       | italienischer Archivar, Historiker und Schriftsteller                                 | 77    |       |
| 10. April | Magdalena Gabriela von Canossa    | italienische Nonne und Ordensgründerin                                                | 61    |       |
| 11. April | Francesco Canali                  | italienischer Theologe, Bischof und Kardinal                                          | 70    |       |
| 14. April | Richard Courtois                  | belgischer Botaniker                                                                  | 29    |       |
| 14. April | Anna Franziska von Ketteler       | Äbtissin im Stift Freckenhorst                                                        | 79    |       |
| 15. April | Cristóbal Bencomo y Rodríguez     | spanischer katholischer Priester, Beichtvater des Königs Ferdinand VII. von Spanien   | 76    |       |
| 17. April | Iwan Petrowitsch Martos           | russischer Bildhauer                                                                  |       |       |
| 17. April | Ferdinand von Schwartz            | Hamburger Kaufmann und Senator                                                        | 60    |       |
| 19. April | Johann Anton von Herrenschwand    | Schweizer Militärperson und Politiker                                                 | 70    |       |
| 20. April | Johann Clemens Bruckmann          | Stadtschultheiß von Heilbronn                                                         | 67    |       |
| 21. April | Heinrich Bernhard Röhrs           | deutscher Kaufmann und Senator                                                        | 58    |       |
| 21. April | Samuel Slater                     | US-amerikanischer Unternehmer und früher Industrieller                                | 66    |       |
| 24. April | August Breidenstein               | deutscher Arzt und Revolutionär                                                       | 24    |       |
| 25. April | Johann August Bruckmann           | Architekt, Geologe, Wasserbauingenieur, Autor, Erfinder, württembergischer Baubeamter | 59    |       |
| 25. April | François Tourte                   | französischer Streichinstrumenten-Bogenbauer                                          |       |       |
| 26. April | Henry Kater                       | britischer Physiker                                                                   | 58    |       |
| 26. April | Eberhard Karl Martini             | deutscher Mediziner                                                                   | 45    |       |
| 26. April | Heinrich Wildt                    | deutscher Kupfer- und Schriftstecher                                                  |       |       |
| 27. April | Giovita Garavaglia                | italienischer Kupferstecher                                                           | 45    |       |
| 27. April | Albert Gyulay                     | ungarischer k. u. k. Offizier und Feldmarschallleutnant                               | 68    |       |

## Mai
| Tag     | Name                                          | Beruf, bekannt als                                                    | Alter | Beleg |
| ------- | --------------------------------------------- | --------------------------------------------------------------------- | ----- | ----- |
| 1. Mai  | Heinrich Brupbacher                           | Schweizer Kupferstecher                                               | 76    |       |
| 1. Mai  | Elkanah Tisdale                               | US-amerikanischer Graveur, Miniaturmaler und Karikaturist             |       |       |
| 2. Mai  | Johann Heinrich Ferdinand Autenrieth          | deutscher Mediziner                                                   | 62    |       |
| 2. Mai  | Chrysologus Heimes                            | deutscher Franziskaner, Organist, Orgelsachverständiger und Komponist | 70    |       |
| 3. Mai  | José María Gruesso                            | kolumbianischer Lyriker                                               |       |       |
| 4. Mai  | Carl Julius Wilhelm von Prittwitz und Gaffron | preußischer Landrat                                                   | 77    |       |
| 6. Mai  | Heinrich Bürgener                             | deutscher Kaufmann und Politiker                                      | 37    |       |
| 6. Mai  | Adam King                                     | US-amerikanischer Politiker                                           | 52    |       |
| 7. Mai  | Henry Hunter Bryan                            | US-amerikanischer Politiker                                           | 49    |       |
| 9. Mai  | Sebastian Mayer                               | österreichischer Sänger (Bass), Komponist und Regisseur               | 62    |       |
| 13. Mai | Elizabeth Cook                                | englische Ehefrau von James Cook                                      | 94    |       |
| 13. Mai | John Nash                                     | englischer Regency-Architekt                                          | 83    |       |
| 13. Mai | Gottfried Peter Rauschnick                    | deutscher Schriftsteller                                              | 56    |       |
| 14. Mai | Johann Protasius von Anstett                  | russischer Diplomat                                                   |       |       |
| 14. Mai | Wilhelmine von Dörnberg                       | Reichsfreiin von Dörnberg                                             | 32    |       |
| 14. Mai | David Theodor August Suabedissen              | deutscher evangelischer Theologe, Pädagoge und Philosoph              | 62    |       |
| 15. Mai | Pauline Auzou                                 | französische Malerin                                                  | 60    |       |
| 16. Mai | Elia Interguglielmi                           | italienischer Maler                                                   |       |       |
| 16. Mai | Jane Placide                                  | US-amerikanische Schauspielerin und Sängerin                          |       |       |
| 17. Mai | Karl Agnel Schneider                          | österreichisch-böhmischer Jurist und Schriftsteller                   | 68    |       |
| 19. Mai | Karl Georg Albrecht Ernst von Hake            | preußischer General der Infanterie und Kriegsminister                 | 65    |       |
| 20. Mai | Andrew Gregg                                  | US-amerikanischer Politiker                                           | 79    |       |
| 20. Mai | Robert L. McHatton                            | US-amerikanischer Politiker                                           | 46    |       |
| 20. Mai | Akiba Israel Wertheimer                       | Oberlandesrabbiner von Altona und Schleswig-Holstein                  |       |       |
| 21. Mai | Carl Friedrich Berg                           | deutscher Pharmazeut                                                  | 61    |       |
| 23. Mai | Meta Abegg                                    | deutsche Pianistin                                                    | 25    |       |
| 25. Mai | Friedrich Wilhelm von Halem                   | Medizinalrat in Aurich und (Mit-)Begründer des Seebades Norderney     | 72    |       |
| 26. Mai | Francis Preston                               | US-amerikanischer Politiker                                           | 69    |       |
| 30. Mai | Ferdinand Carl Boeheim                        | österreichischer Historiker                                           |       |       |
| 30. Mai | Augusta Louise zu Stolberg-Stolberg           | deutsche Muse von Johann Wolfgang von Goethe                          | 82    |       |
| 31. Mai | Josef Allram                                  | deutscher Theaterschauspieler und Dichter                             |       |       |

## Juni
| Tag      | Name                              | Beruf, bekannt als | Alter | Beleg |
| -------- | --------------------------------- | --- | ----- | ----- |
| 1. Juni  | Thomas-Charles-Auguste Dallery    | französischer Ingenieur                                                                                                 | 80    |       |
| 1. Juni  | Karl Heinrich Dzondi              | deutscher Mediziner | 64    |       |
| 2. Juni  | Georg Christian Carl Henschel     | deutscher Unternehmer, Gründer der Henschel-Werke                                                                       | 76    |       |
| 2. Juni  | François-Etienne Kellermann       | französischer Kavalleriegeneral                                                                                         | 64    |       |
| 3. Juni  | Ludwig von Keller                 | deutscher Politiker | 75    |       |
| 3. Juni  | Francesco Maria Pandolfi Alberici | italienischer Kardinal der Römischen Kirche                                                                             | 71    |       |
| 3. Juni  | Andreas Bernardus de Quertenmont  | niederländischer Zeichner, Maler, Kupferstecher, Professor und Direktor an der Akademie der schönen Künste in Antwerpen | 85    |       |
| 5. Juni  | Johann Christian Ludwig Haken     | deutscher evangelischer Pfarrer und Schriftsteller                                                                      | 68    |       |
| 6. Juni  | Johann Carl Ludewig Gerhard       | preußischer Bergrat | 67    |       |
| 7. Juni  | Johann Ludwig Möhring             | großherzoglich, oldenburgischer Geheimer Hofrat in Jever, Mitbegründer der Feuerversicherung Jever                      | 75    |       |
| 8. Juni  | Gian Domenico Romagnosi           | italienischer Philosoph und Jurist                                                                                      | 73    |       |
| 11. Juni | Jerzy Samuel Bandtkie             | polnischer Sprachwissenschaftler                                                                                        | 66    |       |
| 11. Juni | Karl Anton Philipp Braun          | deutscher Oboist und Komponist                                                                                          | 46    |       |
| 11. Juni | Amos Davis                        | US-amerikanischer Politiker                                                                                             | 40    |       |
| 12. Juni | Edward Troughton                  | britischer Instrumentenbauer                                                                                            | 81    |       |
| 12. Juni | Iacopo Vittorelli                 | italienischer Autor | 85    |       |
| 13. Juni | Wilhelm Adolf Diesterweg          | deutscher Mathematiker                                                                                                  | 52    |       |
| 15. Juni | Bonawentura Niemojowski           | polnischer liberaler Politiker                                                                                          | 47    |       |
| 17. Juni | Izabela Czartoryska               | polnische Schriftstellerin und Kunstsammlerin                                                                           | 89    |       |
| 17. Juni | James Wheelock Ripley             | US-amerikanischer Politiker                                                                                             | 49    |       |
| 18. Juni | William Cobbett                   | englischer Schriftsteller, Herausgeber der Wochenzeitung „Political Register“                                           | 72    |       |
| 20. Juni | Martin Kinsley                    | US-amerikanischer Politiker                                                                                             | 81    |       |
| 21. Juni | Alexander D. Orr                  | US-amerikanischer Politiker                                                                                             | 73    |       |
| 21. Juni | Henri Pyt                         | Schweizer Wanderprediger                                                                                                | 39    |       |
| 21. Juni | Jan Rustem                        | polnischer Maler armenischer oder griechischer Abstammung                                                               |       |       |
| 22. Juni | Karl Wilhelm Nose                 | deutscher Arzt und Mineraloge                                                                                           | 81    |       |
| 23. Juni | Hermann Heimart Cludius           | protestantischer Pfarrer und Obstzüchter                                                                                | 81    |       |
| 23. Juni | Johann Elias Werner               | deutscher evangelischer Geistlicher                                                                                     | 84    |       |
| 24. Juni | Jacques Claude Beugnot            | französischer Politiker                                                                                                 | 73    |       |
| 24. Juni | Andreas Miaoulis                  | griechischer Admiral | 66    |       |
| 24. Juni | Tomás de Zumalacárregui           | spanischer General im 1. Carlistenaufstand                                                                              | 46    |       |
| 25. Juni | Francis Gardner                   | US-amerikanischer Politiker                                                                                             | 63    |       |
| 26. Juni | John Bailey                       | US-amerikanischer Politiker                                                                                             |       |       |
| 26. Juni | Antoine-Jean Gros                 | französischer Historienmaler                                                                                            | 64    |       |
| 26. Juni | Johann Wilhelm Andreas Pfaff      | deutscher Mathematiker, Physiker und Astronom                                                                           | 60    |       |
| 27. Juni | Walburga Willmann                 | deutsche Pianistin und Komponistin                                                                                      | 66    |       |
| 28. Juni | Augustin Johann Joseph Gruber     | Fürsterzbischof der Erzdiözese Salzburg                                                                                 | 72    |       |
| 28. Juni | Charles Mathews                   | britischer Schauspieler                                                                                                 | 59    |       |

## Juli
| Tag      | Name                                     | Beruf, bekannt als                                                                   | Alter | Beleg |
| -------- | ---------------------------------------- | ------------------------------------------------------------------------------------ | ----- | ----- |
| 6. Juli  | John Marshall                            | US-amerikanischer Politiker                                                          | 79    |       |
| 7. Juli  | Andreas Röschlaub                        | deutscher Mediziner und Naturphilosoph                                               | 66    |       |
| 9. Juli  | Philipp von Pestel                       | westphälischer und preußischer Beamter                                               | 67    |       |
| 9. Juli  | Sophie von Sachsen-Coburg-Saalfeld       | Prinzessin von Sachsen-Coburg-Saalfeld und durch Heirat Gräfin von Mensdorff-Pouilly | 56    |       |
| 11. Juli | Elisabeth von Staegemann                 | deutsche Schriftstellerin, Malerin und Salonière in Berlin                           | 74    |       |
| 12. Juli | Benjamin Parke                           | US-amerikanischer Politiker                                                          | 57    |       |
| 16. Juli | Bernard Smith                            | US-amerikanischer Politiker                                                          | 59    |       |
| 21. Juli | Friedrich Karl Hartig                    | deutscher Forstbeamter und Forstwissenschaftler                                      | 66    |       |
| 23. Juli | Johann Gottlob Nathusius                 | deutscher Kaufmann und Großindustrieller                                             | 75    |       |
| 24. Juli | Benjamin Marshall                        | englischer Maler                                                                     | 66    |       |
| 26. Juli | Caspar Reuvens                           | niederländischer Altertumskundler                                                    | 42    |       |
| 27. Juli | Gilbert Thomas Burnett                   | britischer Botaniker und Zoologe                                                     | 35    |       |
| 27. Juli | Johann Nepomuk Pertsch                   | deutscher Architekt und Maler in der Zeit des Klassizismus                           |       |       |
| 27. Juli | Heinrich Würzer                          | deutscher politischer Publizist                                                      | 84    |       |
| 28. Juli | Édouard Adolphe Mortier                  | Marschall von Frankreich                                                             | 67    |       |
| 29. Juli | Jean Jacques Antoine Caussin de Perceval | französischer Orientalist                                                            | 76    |       |

## August
| Tag                 | Name                             | Beruf, bekannt als                                                                | Alter | Beleg |
| ------------------- | -------------------------------- | --------------------------------------------------------------------------------- | ----- | ----- |
| 1. August           | Johann Schickh                   | österreichischer Textilhändler und Journalist                                     | 65    |       |
| 1. August           | Gottlob Heinrich Adolph Wagner   | deutscher Literaturhistoriker, Bühnenautor, Übersetzer und Schriftsteller         | 60    |       |
| 2. August           | Cornelis Adrianus van Enschut    | niederländischer Rechtswissenschaftler                                            | 57    |       |
| 2. August           | Ferdinand August von Spiegel     | Erzbischof des Erzbistums Köln                                                    | 70    |       |
| 3. August           | Johann Georg Fock                | dänischer evangelisch-lutherischer Geistlicher                                    | 77    |       |
| 3. August           | Wenzel Müller                    | österreichischer Komponist und Theaterkapellmeister                               | 75    |       |
| 5. August           | Gottlob Christian Kern           | deutscher Geistlicher, Theologe und Kirchenlieddichter                            | 43    |       |
| 6. August           | Ludwik Michał Pac                | polnischer General in der Napoleonischen Armee                                    | 57    |       |
| 8. August           | William Cattley                  | englischer Händler tropischer Pflanzen                                            |       |       |
| 10. August          | Claus Schall                     | dänischer Komponist                                                               | 78    |       |
| 11. August          | Olof Åhlström                    | schwedischer Komponist und Musikverleger                                          | 78    |       |
| 11. August          | Caspar Arnold Grein              | deutscher Stillleben- und Landschaftsmaler sowie Zeichner                         |       |       |
| 11. oder 12. August | Joseph Lazarus Morpurgo          | austro-italienischer Kaufmann, Literat und Spezialist für Transportversicherungen |       |       |
| 15. August          | Adam Boyd                        | US-amerikanischer Politiker                                                       | 89    |       |
| 15. August          | Hartwig von Hundt-Radowsky       | deutscher Autor und Antisemit                                                     | 55    |       |
| 15. August          | Johann Karl Mare                 | deutscher Kupferstecher und Kartograf                                             | 61    |       |
| 15. August          | Werner Jasper Andreas von Moltke | dänischer Amtmann der Färöer                                                      | 79    |       |
| 17. August          | Christoph Wilhelm Bock           | deutscher Kupferstecher                                                           | 80    |       |
| 17. August          | Joseph Wilhelm Ludwig Mack       | deutscher Bildhauer                                                               | 68    |       |
| 18. August          | Friedrich Stromeyer              | deutscher Chemiker                                                                | 59    |       |
| 19. August          | Martin Hieronymus Schrötteringk  | deutscher Jurist und Bürgermeister von Hamburg                                    | 67    |       |
| 21. August          | John MacCulloch                  | britischer Geologe                                                                | 61    |       |
| 21. August          | Johann Kaspar Moos               | Schweizer Maler                                                                   | 61    |       |
| 22. August          | Louis François Foucher de Careil | französischer Divisionsgeneral der Artillerie                                     | 73    |       |
| 22. August          | Leopoldo Nobili                  | italienischer Physiker                                                            |       |       |
| 24. August          | Felicitas Agnesia Ritz           | deutsche Sängerin (Sopran)                                                        | 78    |       |
| 24. August          | Bettina von Savigny              | deutsche Briefeschreiberin                                                        | 30    |       |
| 25. August          | Nicolas-Joseph Platel            | französisch-belgischer Cellist und Komponist                                      |       |       |
| 26. August          | Louis-Antoine Beaunier           | französischer Ingenieur und Mineraloge                                            | 56    |       |
| 28. August          | Heinrich Julius Klaproth         | deutscher Orientalist                                                             | 51    |       |
| 28. August          | Friedrich Wilhelm von Warburg    | preußischer Offizier, zuletzt Generalmajor                                        | 69    |       |
| 30. August          | William T. Barry                 | US-amerikanischer Politiker                                                       | 51    |       |
| August              | Marianne Lang                    | deutsche Theaterschauspielerin, Opernsängerin (Sopran) und Schauspiellehrerin     |       |       |

## September
| Tag           | Name                                         | Beruf, bekannt als                                                                                    | Alter | Beleg |
| ------------- | -------------------------------------------- | --- | ----- | ----- |
| 2. September  | Charles Antoine Morand                       | französischer General                                                                                 | 64    |       |
| 3. September  | Carlo Barabino                               | italienischer Architekt                                                                               | 67    |       |
| 4. September  | Albert Jakob Arnoldi                         | deutscher Orientalist, Theologe und Hochschullehrer                                                   | 84    |       |
| 4. September  | Thomas Legler                                | Schweizer Offizier                                                                                    | 53    |       |
| 4. September  | Karl Ludwig von Zastrow                      | preußischer Generalmajor                                                                              | 51    |       |
| 5. September  | Johann Carl Ludwig Braun                     | preußischer Offizier, zuletzt Generalleutnant                                                         | 64    |       |
| 8. September  | Christian Martin Hudtwalcker                 | deutscher evangelisch-lutherischer Geistlicher und zuletzt Propst in Itzehoe                          | 73    |       |
| 9. September  | Emanuel Samuel Tillier                       | Schweizer Soldat und Politiker                                                                        | 83    |       |
| 10. September | Willie Blount                                | Gouverneur von Tennessee                                                                              | 67    |       |
| 10. September | Christoph Bonifacius Zang                    | deutscher Wundarzt                                                                                    |       |       |
| 11. September | Sigmund von Wagner                           | Schweizer Zeichner, Kupferstecher und Kunstfreund                                                     | 75    |       |
| 13. September | Joshua Sands                                 | US-amerikanischer Offizier, Händler und Politiker                                                     | 77    |       |
| 13. September | Karl Adolph Gottlob Schellenberg             | deutscher Geistlicher und Pädagoge                                                                    | 71    |       |
| 13. September | Bernhard Constantin von Schoenebeck          | deutscher Mediziner und Autor                                                                         | 75    |       |
| 14. September | Alexander McDonnell                          | irischer Schachmeister                                                                                | 37    |       |
| 15. September | Sarah Knox Taylor                            | erste Ehefrau von Jefferson Davis, dem Präsidenten der Konföderierten Staaten von Amerika (1861–1865) | 21    |       |
| 15. September | Heinrich Adolph von Zwanziger                | bayerischer Offizier und Regimentskommandeur                                                          | 59    |       |
| 17. September | Ernst Friedrich Karl Rosenmüller             | deutscher evangelischer Theologe und Orientalist                                                      | 66    |       |
| 17. September | Karl Ludwig Alexander Zimmermann             | Pfarrer, Superintendent, Pädagoge, Bürgermeister                                                      | 65    |       |
| 18. September | Friedrich von Arnim                          | deutscher Offizier                                                                                    | 62    |       |
| 18. September | David Woodcock                               | US-amerikanischer Jurist und Politiker                                                                |       |       |
| 19. September | Claude Ignace François Michaud               | französischer General                                                                                 | 83    |       |
| 22. September | Sophie von Campenhausen                      | russische Oberhofmeisterin                                                                            | 58    |       |
| 22. September | Christian Demmer                             | deutsch-österreichischer Sänger (Tenor) und Schauspieler                                              |       |       |
| 22. September | Jacob R. Van Rensselaer                      | US-amerikanischer Jurist und Politiker                                                                | 67    |       |
| 23. September | Georg Adlersparre                            | schwedischer General, Politiker und Schriftsteller                                                    | 75    |       |
| 23. September | Vincenzo Bellini                             | italienischer Opernkomponist                                                                          | 33    |       |
| 23. September | Antide Janvier                               | französischer Uhrmacher und Fachschriftsteller                                                        | 84    |       |
| 24. September | John Pitt, 2. Earl of Chatham                | britischer Offizier und Politiker                                                                     | 78    |       |
| 25. September | Nathan Williams                              | US-amerikanischer Jurist und Politiker                                                                | 61    |       |
| 26. September | Carl Berend Sigismund von Flemming           | preußischer Landrat, pommerscher Provinziallandtagsabgeordneter                                       | 55    |       |
| 26. September | Elisha Reynolds Potter                       | US-amerikanischer Politiker                                                                           | 70    |       |
| 28. September | Benjamin Ames                                | US-amerikanischer Politiker                                                                           | 56    |       |
| 28. September | Pierre Alexandre Edouard Fleury de Chaboulon | Kabinettssekretär                                                                                     | 56    |       |
| 30. September | Stephen Mix Mitchell                         | US-amerikanischer Politiker und Jurist                                                                | 91    |       |
| 30. September | Johann Christian von Pfister                 | Historiker sowie Prälat und Generalsuperintendent von Tübingen                                        | 63    |       |

## Oktober
| Tag         | Name                                                          | Beruf, bekannt als                                                                                            | Alter | Beleg |
| ----------- | ------------------------------------------------------------- | --- | ----- | ----- |
| 1. Oktober  | Timothy Fuller                                                | US-amerikanischer Politiker                                                                                   | 57    |       |
| 2. Oktober  | Heinrich Bansi                                                | Schweizer reformierter Pfarrer                                                                                | 81    |       |
| 2. Oktober  | Franz Burchard Dörbeck                                        | deutscher Karikaturist                                                                                        | 36    |       |
| 3. Oktober  | Friedrich Schröder                                            | deutscher Kaufmann                                                                                            | 60    |       |
| 4. Oktober  | Ernst Christian Wilhelm Ackermann                             | deutscher Schriftsteller                                                                                      | 74    |       |
| 5. Oktober  | Christoph von Lattermann                                      | österreichischer Feldmarschall                                                                                | 82    |       |
| 5. Oktober  | Ludwig von Voß                                                | Schriftsteller, Naturwissenschaftler und Stifter                                                              | 60    |       |
| 6. Oktober  | Pawel Petrowitsch Sokolow                                     | russischer Bildhauer                                                                                          | 71    |       |
| 7. Oktober  | Carl Wilhelm Hahn                                             | deutscher Arachnologe, Entomologe, Zoologe und Ornithologe                                                    | 48    |       |
| 7. Oktober  | Peter Hanning Motzfeldt                                       | norwegischer Beamter und Inspektor in Grönland                                                                | 60    |       |
| 7. Oktober  | Charles Tait                                                  | US-amerikanischer Jurist und Politiker                                                                        | 67    |       |
| 10. Oktober | Kazimierz Brodziński                                          | polnischer Dichter und Übersetzer                                                                             | 44    |       |
| 11. Oktober | Johannes West                                                 | dänischer Jurist und Inspektor in Grönland                                                                    | 53    |       |
| 13. Oktober | Konrad Levezow                                                | deutscher Klassischer Archäologe, Dichter und Autor                                                           | 65    |       |
| 13. Oktober | Philipp Wieninger                                             | bayerischer Glashüttenbesitzer, Bierbrauer, Gastronom und Politiker                                           | 68    |       |
| 14. Oktober | Wilhelm Benjamin Gautzsch                                     | schweizerisch-deutscher Pädagoge                                                                              | 64    |       |
| 15. Oktober | Mikołaj Abramowicz                                            | polnischer Jurist, politischer Aktivist                                                                       |       |       |
| 15. Oktober | Johann Veit Döll                                              | deutscher Medailleur                                                                                          | 85    |       |
| 15. Oktober | Johann Martin Manl                                            | Bischof von Speyer und Eichstätt                                                                              | 69    |       |
| 16. Oktober | Christoph Friedrich Hellwag                                   | deutscher Arzt                                                                                                | 81    |       |
| 18. Oktober | Constantin Schroeter                                          | deutscher Genre- und Porträtmaler                                                                             | 40    |       |
| 19. Oktober | Markus Lutz                                                   | Schweizer Theologe und Historiker                                                                             | 63    |       |
| 19. Oktober | Wilhelm Julius Ludwig von Schubert                            | deutscher Jurist                                                                                              | 80    |       |
| 20. Oktober | Tanomura Chikuden                                             | japanischer Maler                                                                                             | 58    |       |
| 20. Oktober | Georg Friedrich von Zentner                                   | bayerischer Staatsminister                                                                                    | 83    |       |
| 21. Oktober | Josef Božek                                                   | tschechischer Erfinder und Konstrukteur vor allem von dampfbetriebenen Fahrzeugen                             | 53    |       |
| 21. Oktober | Muthuswami Dikshitar                                          | südindischer Dichter und Komponist                                                                            | 60    |       |
| 21. Oktober | Gotthilf Benjamin Keibel                                      | preußischer Ingenieuroffizier und Generalmajor                                                                | 64    |       |
| 22. Oktober | Wilhelm Gustav Friedrich Bentinck                             | Erb- und Landesherr der Herrschaft Kniphausen, Edler Herr zu Varel und Herr zu Doorwerth, Rhoon und Pendrecht | 73    |       |
| 22. Oktober | Ustym Karmaljuk                                               | ukrainischer Rebellenführer                                                                                   | 48    |       |
| 23. Oktober | Thomas Heaphy                                                 | englischer Aquarell-, Porträt- und Miniaturmaler                                                              | 59    |       |
| 25. Oktober | Wilhelm Daniel von Arentschildt                               | russischer Generalmajor                                                                                       | 74    |       |
| 25. Oktober | Clara Hirschmann                                              | österreichische Theaterschauspielerin                                                                         | 22    |       |
| 27. Oktober | Étienne André François de Paule Fallot de Beaumont de Beaupré | französischer römisch-katholischer Bischof                                                                    | 85    |       |
| 27. Oktober | August Ludwig Karl von Beulwitz                               | deutscher Jurist                                                                                              | 39    |       |
| 28. Oktober | Joachim Frederik Bernstorff                                   | dänischer Gesandter                                                                                           | 64    |       |
| 28. Oktober | Johann Evangelist Reiter                                      | deutscher katholischer Pfarrer und Künstler                                                                   | 71    |       |
| 28. Oktober | Johann Strolz                                                 | österreichischer Jurist, Volkslied- und Mundartforscher sowie Schriftsteller                                  | 54    |       |
| 31. Oktober | Charles Bodle                                                 | US-amerikanischer Jurist und Politiker                                                                        |       |       |
| 31. Oktober | Joseph Philippe François Deleuze                              | französischer Naturforscher und Bibliothekar des Pariser Nationalmuseums der Naturgeschichte                  | 82    |       |

## November
| Tag          | Name                                | Beruf, bekannt als | Alter | Beleg |
| ------------ | ----------------------------------- | --- | ----- | ----- |
| 1. November  | Johann Gottlob Christoph von Seeger | deutscher Politiker und Oberamtmann                                                                                        | 68    |       |
| 1. November  | Thomas Taylor                       | englischer populärwissenschaftlicher Schriftsteller und Übersetzer                                                         | 77    |       |
| 5. November  | Bernhard Christian Otto             | deutscher Arzt, Naturforscher und Ökonom                                                                                   | 90    |       |
| 6. November  | Heinrich Gustav Flörke              | deutscher evangelisch-lutherischer Geistlicher, Mediziner und Botaniker                                                    | 70    |       |
| 6. November  | Ignaz Schuster                      | österreichischer Schauspieler und Komponist                                                                                | 56    |       |
| 8. November  | Alexander Collie                    | schottischer Arzt, Botaniker und Entdecker                                                                                 | 42    |       |
| 8. November  | Friedrich Philipp Stumm             | deutscher Unternehmer | 84    |       |
| 9. November  | José Ignacio de Gorriti             | südamerikanischer Revolutionär                                                                                             | 65    |       |
| 10. November | Carl von Bergen                     | deutscher Maler in Rom | 41    |       |
| 10. November | Gotthold Samuel Abraham Seemann     | preußischer Pädagoge und Verwaltungsbeamter                                                                                | 63    |       |
| 11. November | Johan Herman Mankel                 | schwedischer Organist, Komponist und Instrumentenbauer                                                                     | 72    |       |
| 13. November | Heinrich Friedrich von Storch       | deutsch-russischer Ökonom                                                                                                  | 69    |       |
| 15. November | Tobias Bürg                         | österreichischer Astronom und Universitätsprofessor                                                                        | 68    |       |
| 15. November | Friedrich Ludwig Wagner             | deutscher Theologe, Pädagoge und Bibliothekar                                                                              | 71    |       |
| 16. November | Louis Angely                        | deutscher Lustspieldichter                                                                                                 | 48    |       |
| 17. November | Karl von Abele                      | deutscher Jurist, Richter und Archivar                                                                                     | 57    |       |
| 17. November | Karl August Böttiger                | deutscher Theologe, Philologe, Pädagoge und Schriftsteller der Aufklärungszeit                                             | 75    |       |
| 19. November | Christian Philipp Iffland           | Bürgermeister von Hannover                                                                                                 | 85    |       |
| 19. November | Gottschalk Mayer                    | Hoffaktor, Unternehmer und Gutsbesitzer in Mannheim                                                                        | 74    |       |
| 19. November | Abraham Mendelssohn Bartholdy       | deutscher Bankier | 58    |       |
| 20. November | Joseph von Baader                   | deutscher Ingenieur | 72    |       |
| 20. November | Samuel Dana                         | US-amerikanischer Politiker                                                                                                | 68    |       |
| 21. November | Daniel Blecks                       | deutscher Freischärler in den Freiheitskriegen                                                                             | 86    |       |
| 21. November | Hanaoka Seishū                      | führte die weltweit erste Operation mit Narkose durch                                                                      | 74    |       |
| 21. November | James Hogg                          | schottischer Schriftsteller                                                                                                |       |       |
| 22. November | Anton Haupt                         | Jurist und Bürgermeister von Wismar                                                                                        | 35    |       |
| 22. November | Georg Gottfried Marpurg             | estnischer Geistlicher und Schriftsteller                                                                                  | 80    |       |
| 23. November | Erwin Speckter                      | deutscher Maler | 29    |       |
| 24. November | Robert S. Rose                      | US-amerikanischer Jurist und Politiker                                                                                     | 61    |       |
| 26. November | Honoré Flaugergues                  | französischer Astronom | 80    |       |
| 26. November | Abraham Ludwig Muhl                 | deutscher Kaufmann und Senator in Danzig                                                                                   | 67    |       |
| 27. November | Albrecht Friedrich Georg Baring     | preußischer Jurist | 67    |       |
| 27. November | Aubert Joseph Parent                | französischer Architekt und Bildhauer                                                                                      | 81    |       |
| 28. November | Katharina von Württemberg           | Königin von Westphalen | 52    |       |
| 29. November | Edward Russell                      | US-amerikanischer Bankmanager und Politiker                                                                                | 53    |       |
| 30. November | Joseph Marchand                     | französischer Missionar in Vietnam, Mitglied der Pariser Mission und Heiliger und Märtyrer der römisch-katholischen Kirche | 32    |       |

## Dezember
| Tag          | Name                                | Beruf, bekannt als                                                    | Alter | Beleg |
| ------------ | ----------------------------------- | --------------------------------------------------------------------- | ----- | ----- |
| 1. Dezember  | Charles Hayter                      | englischer Maler                                                      | 74    |       |
| 1. Dezember  | Ernst Klatte                        | preußischer Kavallerist und Schriftsteller zur Hippologie             | 61    |       |
| 1. Dezember  | Christian Sommer                    | deutscher Jurist und Jakobiner                                        | 68    |       |
| 1. Dezember  | James C. Terrell                    | US-amerikanischer Politiker                                           | 29    |       |
| 4. Dezember  | Ludwig von Basedow                  | anhalt-dessauischer Regierungspräsident                               | 61    |       |
| 4. Dezember  | Ernst Gottlieb Sigismund von Heugel | preußischer Land- und Kriegsrat                                       | 72    |       |
| 4. Dezember  | Mannalargenna                       | Stammesführer der Aborigine                                           |       |       |
| 5. Dezember  | August von Platen-Hallermünde       | deutscher Dichter                                                     | 39    |       |
| 6. Dezember  | Karl Heinrich Jördens               | deutscher Literaturhistoriker                                         | 78    |       |
| 6. Dezember  | George Philip Reinagle              | englischer Marinemaler                                                |       |       |
| 6. Dezember  | Archibald Robertson                 | schottisch-amerikanischer Maler, Miniaturporträtist und Lehrer        | 70    |       |
| 6. Dezember  | Nathan Smith                        | US-amerikanischer Politiker                                           | 65    |       |
| 10. Dezember | Zalmon Wildman                      | US-amerikanischer Politiker                                           | 60    |       |
| 12. Dezember | Johann Nepomuk Hoechle              | österreichischer Genremaler                                           | 45    |       |
| 12. Dezember | Elias Kane                          | US-amerikanischer Politiker                                           | 41    |       |
| 13. Dezember | Alois Wehrle                        | Chemiker im Kaisertum Österreich                                      |       |       |
| 15. Dezember | Franz Anton Jäger                   | deutscher Geistlicher und Heimatforscher                              | 70    |       |
| 17. Dezember | Joseph Henri Joachim Lainé          | französischer Staatsmann                                              | 67    |       |
| 17. Dezember | Pierre-Louis Roederer               | Großoffizier der Ehrenlegion                                          | 81    |       |
| 18. Dezember | August von Lützow                   | mecklenburg-schwerinscher Hofbeamter und Diplomat                     | 78    |       |
| 18. Dezember | Johann Mederitsch                   | österreichischer Komponist, Kapellmeister und Lehrer                  |       |       |
| 18. Dezember | Friedrich Starke                    | deutscher Hornist, Kapellmeister und Komponist                        | 61    |       |
| 20. Dezember | Andrew Boden                        | US-amerikanischer Politiker                                           |       |       |
| 21. Dezember | John Sinclair                       | schottischer Ökonom und Politiker                                     | 81    |       |
| 22. Dezember | Franz von Paula Schrank             | Botaniker, Insektenforscher und Mitglied der Jesuiten                 | 88    |       |
| 22. Dezember | Thomas Alois Reischl                | österreichischer Stenograf                                            |       |       |
| 23. Dezember | Hans von Reinhard                   | Schweizer Politiker, Bürgermeister von Zürich, Landammann der Schweiz | 80    |       |
| 23. Dezember | Albrecht Rengger                    | Schweizer Politiker                                                   |       |       |
| 24. Dezember | Georg Friedrich Stintzing           | Advokat und Ratsherr der Hansestadt Lübeck                            | 42    |       |
| 25. Dezember | Anton Gliszczynski                  | polnischer Graf und Staatsmann                                        | 69    |       |
| 25. Dezember | Friedrich Vieweg                    | deutscher Verleger                                                    | 74    |       |
| 26. Dezember | Joseph Sonnleithner                 | österreichischer Librettist, Komponist, Theaterdirektor und Archivar  | 69    |       |
| 28. Dezember | Johann Arzberger                    | österreichischer Techniker und Wissenschaftler                        | 57    |       |
| 28. Dezember | Amalie Curtius                      | deutsche Schriftstellerin                                             | 55    |       |
| 28. Dezember | James Findlay                       | US-amerikanischer Politiker (Demokratische Partei)                    | 65    |       |
| 28. Dezember | Wiley Thompson                      | amerikanischer Politiker                                              | 54    |       |
| 29. Dezember | Catherine Lefèbvre                  | Herzogin von Danzig                                                   | 82    |       |
| 29. Dezember | Heinrich August Schott              | deutscher lutherischer Theologe                                       | 55    |       |
| 30. Dezember | Ralph Osborn                        | US-amerikanischer Jurist und Politiker                                |       |       |
| 30. Dezember | Godehard Joseph Osthaus             | Bischof von Hildesheim                                                | 67    |       |

## Datum unbekannt
| Tag | Name                                     | Beruf, bekannt als                                                    | Alter | Beleg |
| --- | ---------------------------------------- | --------------------------------------------------------------------- | ----- | ----- |
|     | Black Jack Anderson                      | australischer Pirat                                                   |       |       |
|     | Thomas Bensley                           | britischer Drucker und Verleger                                       |       |       |
|     | Johann Georg Ludwig Brakebusch           | deutscher lutherischer Theologe                                       |       |       |
|     | Geneviève Brossard de Beaulieu           | französische Malerin                                                  |       |       |
|     | Balthasar von Castelberg                 | Schweizer reformierter Pfarrer und Konvertit                          |       |       |
|     | John Church                              | englischer Geistlicher                                                |       |       |
|     | José de Santiago Concha Jiménez Lobatón  | Gouverneur von Chile                                                  |       |       |
|     | Friedrich Christian von Eben und Brunnen | preußischer, englischer, portugiesischer und kolumbianischer Offizier |       |       |
|     | Carl Traugott Eisrich                    | deutsch-russischer Komponist und Dirigent                             | ≈59   |       |
|     | Theodor Gaude                            | deutscher Gitarrist und Komponist                                     | ≈53   |       |
|     | Wilhelm Christian Goßler                 | deutscher Beamter                                                     |       |       |
|     | Felicia Hemans                           | britische Dichterin                                                   |       |       |
|     | Sally Hemings                            | US-amerikanische Sklavin; Liebhaberin Thomas Jeffersons               |       |       |
|     | Johann Andreas Hesse                     | deutscher Orgelbauer                                                  |       |       |
|     | Jacob C. Isacks                          | US-amerikanischer Politiker                                           |       |       |
|     | Jacobi                                   | deutscher Theaterschauspieler                                         |       |       |
|     | William Carter Love                      | US-amerikanischer Politiker                                           |       |       |
|     | Axel von Normann                         | schwedischer Regimentschef und später preußischer Generalmajor        |       |       |
|     | Hippolyte Pixii                          | französischer Instrumentenbauer und Erfinder                          |       |       |
|     | Carl Schünemann                          | Bremer Kaufmann und Verleger                                          |       |       |
|     | Johann Wolfgang Schwarz                  | deutsch-österreichischer Spielleiter, Dramatiker und Mautaufseher     |       |       |
|     | Bernard Václav Štiasný                   | tschechischer Cellist und Komponist                                   |       |       |
|     | Adolph Friedrich Rudolph Temler          | deutscher Maler und Zeichenlehrer                                     |       |       |
|     | Gottlob Friedrich Thomas                 | vogtländischer Industriepionier, Kaufmann und Spinnereibesitzer       |       |       |
|     | Utagawa Toyokuni II.                     | japanischer Holzschnittkünstler                                       |       |       |
|     | Marcus Warschauer                        | deutscher Bankier des Bankhaus Oppenheim & Warschauer in Königsberg   |       |       |
|     | Caroline Wuiet                           | französische Musikerin und Schriftstellerin                           |       |       |
|     | Bartholomäus Zitzelsberger               | deutscher Pfarrer                                                     |       |       |